# Krishnanagar
Krishnanagar – miasto w Indiach, w stanie Bengal Zachodni. W 2011 roku liczyło 182 010 mieszkańców.